# 愛知県立岡崎北高等学校
愛知県立岡崎北高等学校（あいちけんりつ おかざききたこうとうがっこう）は、愛知県岡崎市石神町にある公立高等学校。

## 概要
各学年の募集定員は360名（2016年（平成28年）から3年間は400名）であり、全校生徒は2020年現在1120名程度。同窓生数は、女学校及び市立高校時代も含め、2020年4月現在33,941名である（公式ホームページによる）。通称は「きたこう」、「おかきた」など。
岡崎市の北部に位置し、近くには乙川の支流である伊賀川が流れている。また南には人間環境大学附属岡崎高等学校、北には岡崎市立葵中学校などがある。周辺は新興住宅地である。校内は比較的緑が多く、校庭自体も木々で囲まれている。また、校舎の前にはポプラ並木がある。
建物としては校舎の他に体育館、武道場、弓道場、それ以外にテニスコート、野球場、プール、校庭などがある。中でも校庭（陸上競技場）はスタンド（階段席）があり、400メートルトラックがある。敷地面積は78,601m2。
2007年（平成19年）で創立100周年であり、それを記念して正門周辺環境整備事業が起案され、2007年8月30日に完成した。

## 沿革

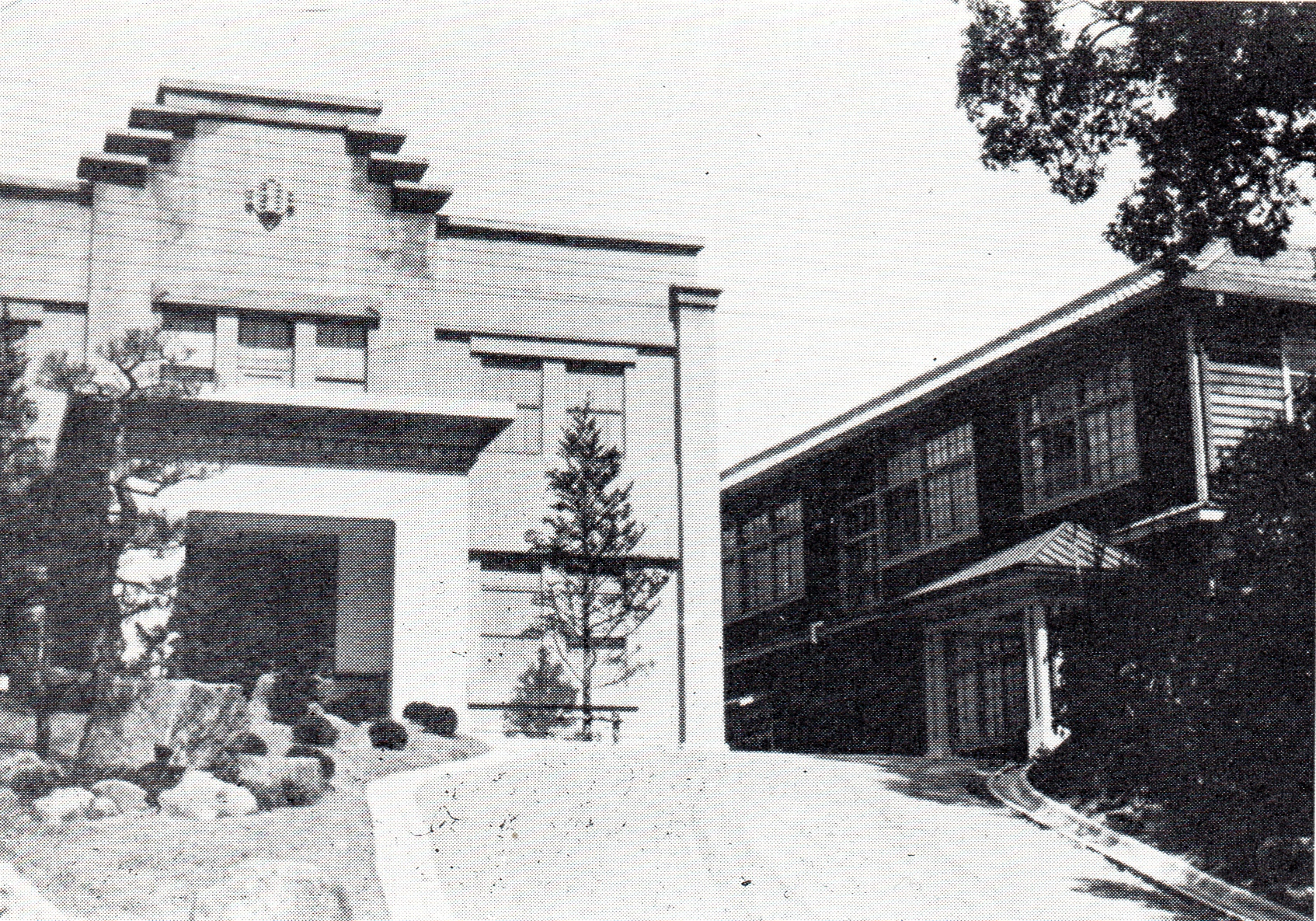
六供町にあった岡崎市立高等女学校の講堂

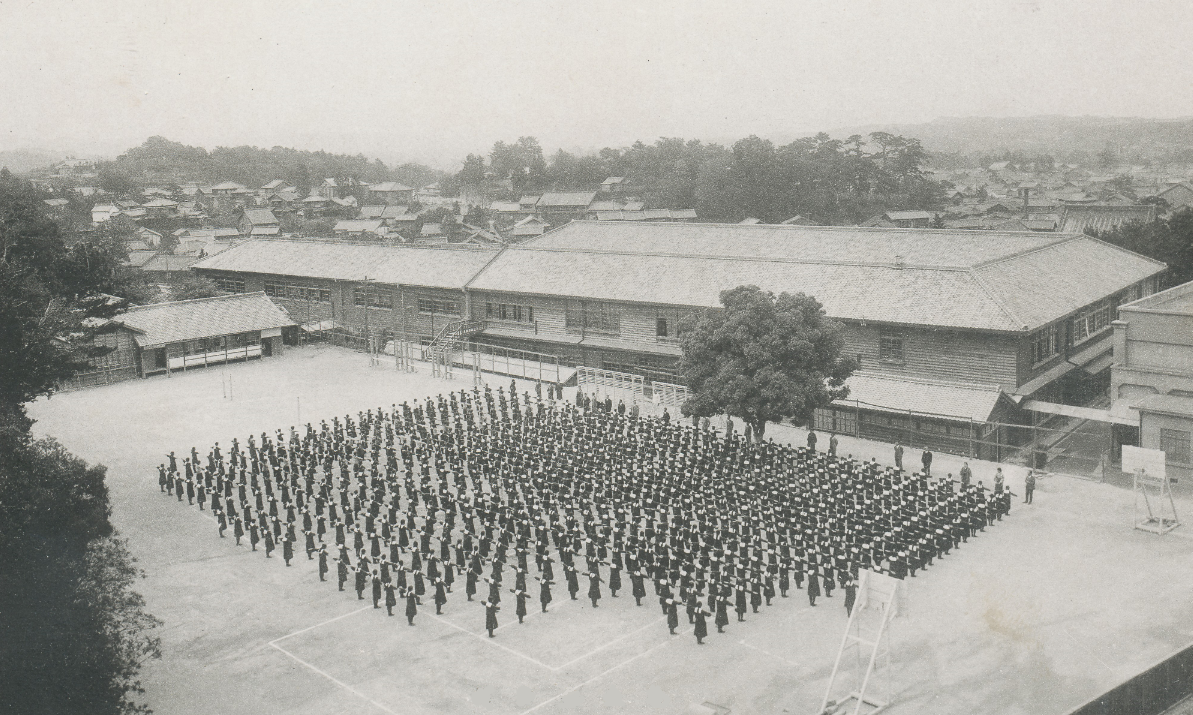
岡崎市立高等女学校の運動場（1934年）

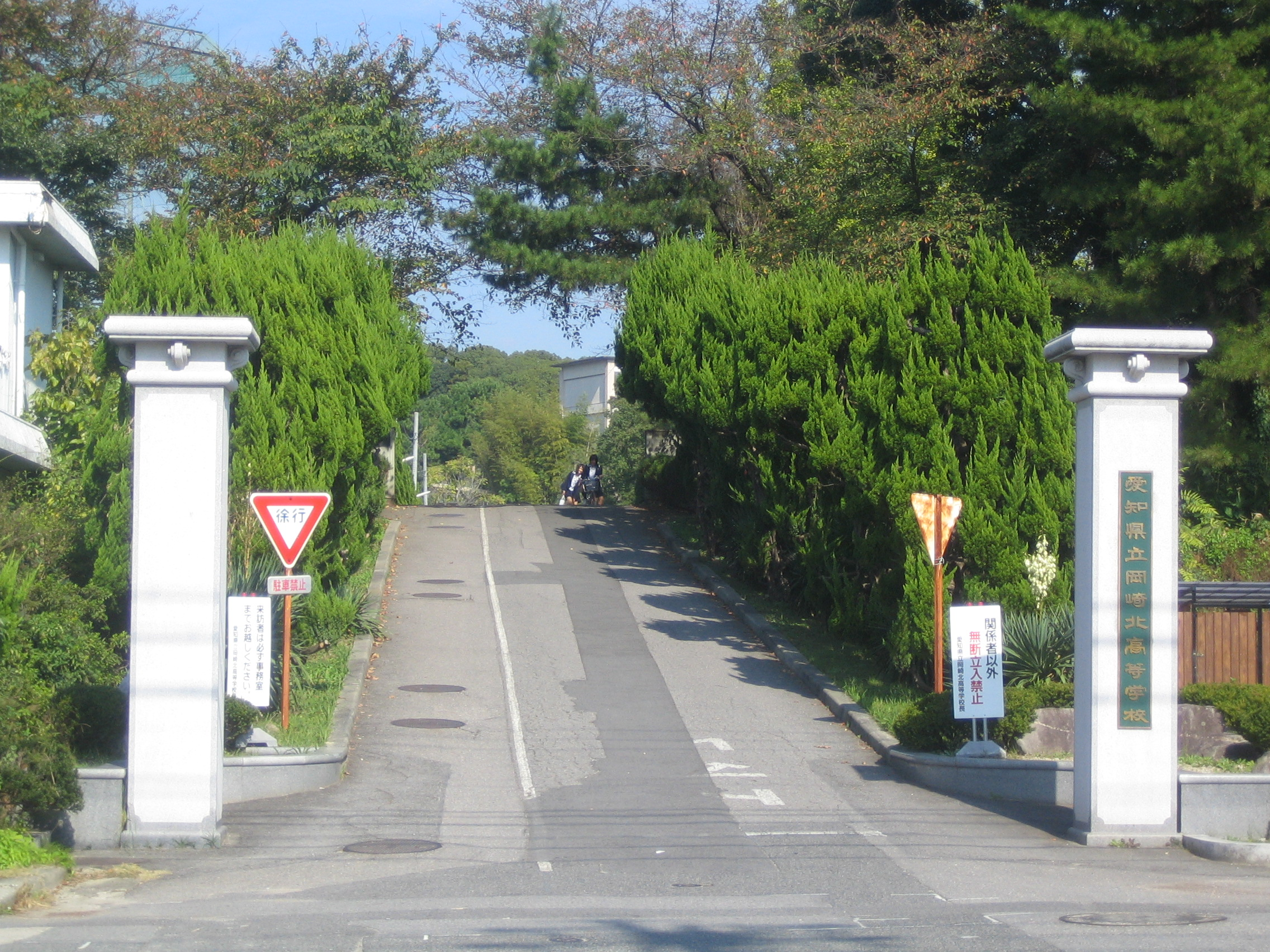
昔の正門

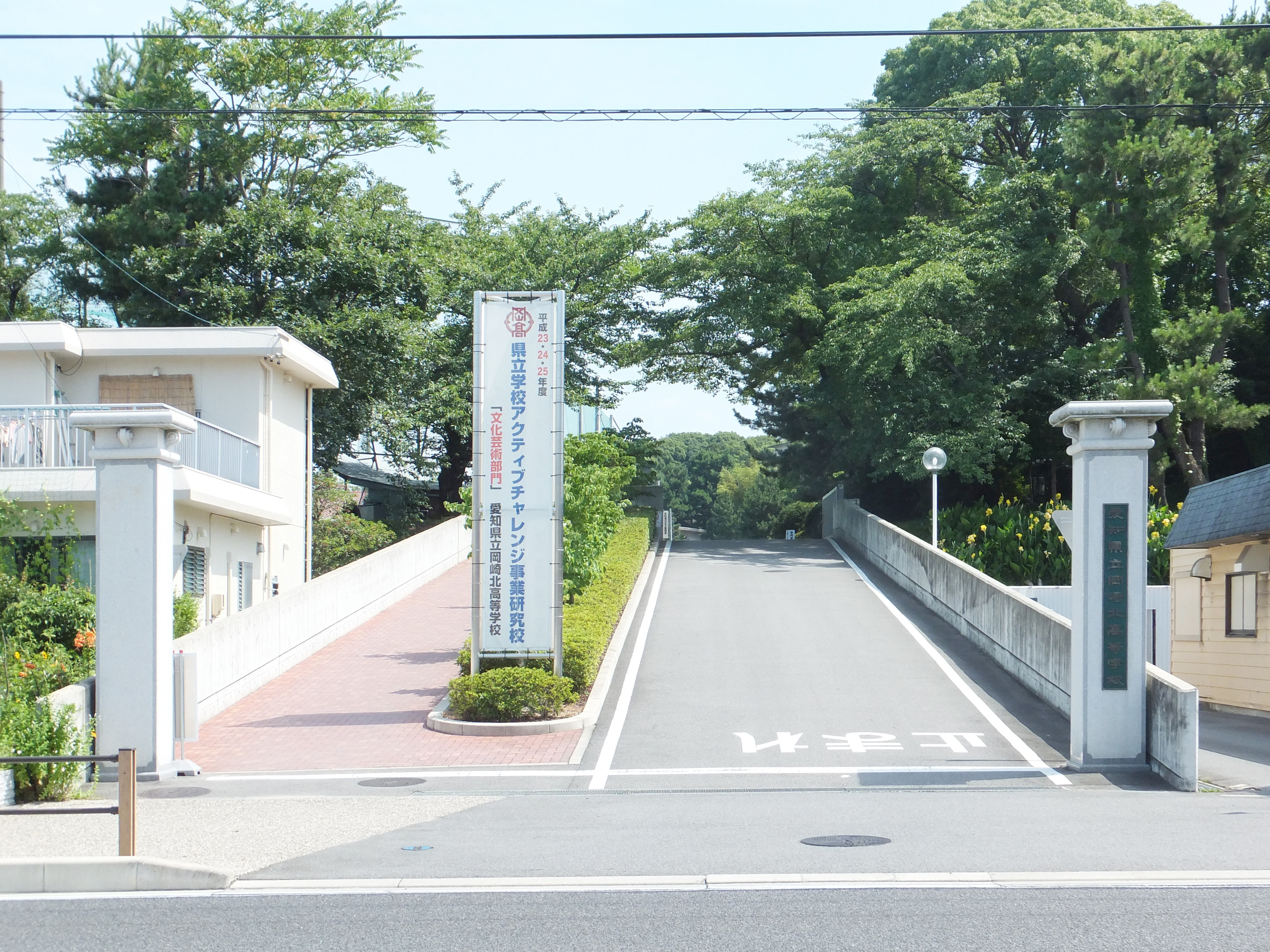
新しい正門

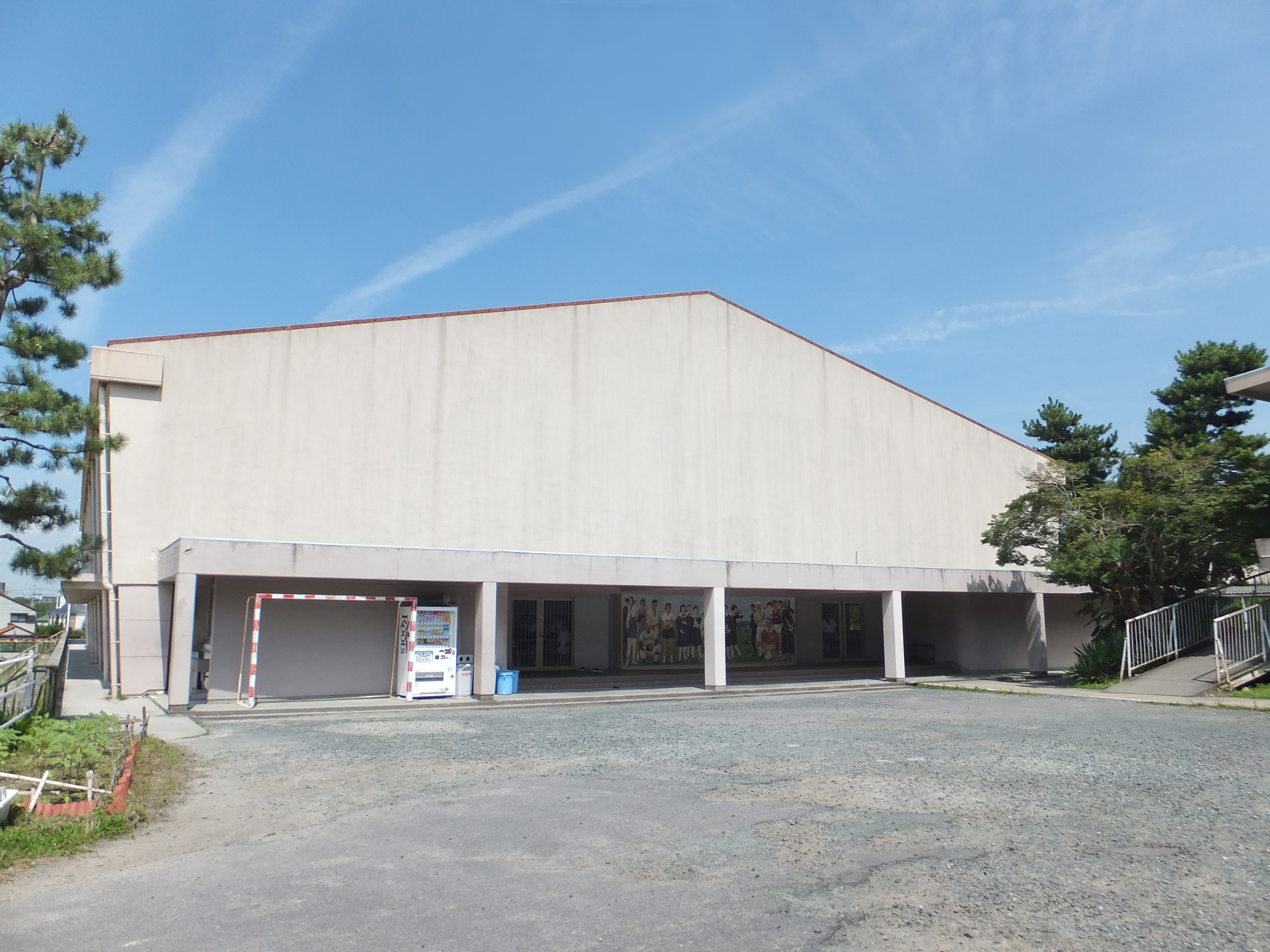
体育館

### 高等女学校時代
- 1907年（明治40年）
  - 3月30日 - 額田郡岡崎町への高等女学校の設置が認可される。
  - 4月1日 - 校地が岡崎町大字康生に定められる。
  - 4月2日 - 上記校地への校舎および寄宿舎の建設が認可される。
  - 4月12日 - 岡崎町大字門前の随念寺[1]を仮校舎として「岡崎町立高等女学校」が開校。
  - 4月27日 - 開校式を挙行。初代校長は三井政善[2]。
  - 12月13日 - 校舎の新築移転をめぐって、反対派が「二校案期成同盟会」を組織する。この頃、連尺尋常小学校と投尋常小学校の増改築と同時に高等女学校の新築もあわせてすべきだとする「三校派」と、尋常小学校2校の増改築のみをすべきだと主張する「二校派」の間で激しい対立があった[3]。
- 1908年（明治41年）
  - 2月21日 - 岡崎町の役場前の弁天坂で二校派の町民1000人ほどが三校派の議員に対し投石。流血を伴う暴動事件が発生する（いわゆる二校三校事件）[3]。
  - 6月15日 - 旧・連尺尋常小学校跡地（現・岡崎警察署の敷地）に移転。
- 1909年（明治42年）4月13日 - 岡崎町大字六供にあった旧・岡崎高等小学校の校舎跡地（現・岡崎市六供町。岡崎市民会館の敷地）に移転。
- 1909年（明治42年）5月10日 - 二代校長に千蔵尚就任
- 1911年（明治44年）4月1日 - 実科を設置。
- 1912年（明治45年）4月1日 - 補習科を設置。
- 1916年（大正5年）
  - 7月1日 - 岡崎町が市制施行により岡崎市になったため、「岡崎市立高等女学校」と改称。
  - 10月2日 - 屋内体操場が完成。
- 1923年（大正12年）2月28日 - 補習科を廃止し、本科の修業年限を4年から5年に改定。
- 1929年（昭和4年）5月26日 - 講堂が完成。
- 1930年（昭和5年）2月25日 - 本科の修業年限を4年または5年とする。
- 1945年（昭和20年）7月20日 - 岡崎空襲により、全校舎が焼失。
- 1947年（昭和22年）4月1日 - 学制改革（六・三制の実施）が行われる。
  - 高等女学校の募集を停止（1年生不在）。
  - 新制中学校を併設し（名称：岡崎市立高等女学校併設中学校、以下:併設中学校）、高等女学校1・2年修了者を新制中学2・3年生として収容。
  - 併設中学校は経過措置としてあくまで暫定的に設置されたため、新たな生徒募集は行われず、在校生が2・3年生のみの中学校であった。
  - 高等女学校3・4年修了者はそのまま高等女学校に在籍し、高等女学校4・5年生となる（4年修了時点で卒業することもできた）。

### 新制高等学校
- 1948年（昭和23年）
  - この年 - 新校舎が完成。
  - 4月1日 - 学制改革（六・三・三制の実施）により、高等女学校が廃止され、新制高等学校「岡崎市立高等学校」（女子校）が発足。
    - 高等女学校卒業生（5年修了者）を新制高校3年生、高等女学校4年修了者を新制高校2年生、併設中学校卒業生（3年修了者）を新制高校1年生として収容。
    - 併設中学校は新制高等学校に継承され（名称：岡崎市立高等学校併設中学校）、在校生が1946年（昭和21年）に高等女学校へ最後に入学した3年生を残すだけとなる。

  - 9月1日 - 併設中学校を愛知県立岡崎高等学校の併設中学校に統合する。
  - 10月1日 - 高校三原則に基づき、普通課程・家庭課程・商業課程を有する総合制の高等学校となる。男女共学を開始。
    - 商業課程は岡崎市立商業高等学校を統合することによって設置。同時に定時制の商業課程を設置。
- 1951年（昭和26年）- 校歌を制定。
- 1952年（昭和27年）4月1日 - 岡崎市から愛知県に移管され、「愛知県立岡崎北高等学校」（現校名）に改称。
- 1955年（昭和30年）
  - 4月1日 - 全日制の商業課程が分離し、「愛知県立岡崎商業高等学校」として独立。
  - 4月10日 - 定時制課程を愛知県立岡崎商業高等学校へ移管。
  - この年 - 現在地に岡崎市石神町に校舎を新築し、移転を完了。
- 1973年（昭和48年）- 学校群制度導入。愛知県立岡崎高等学校と入学者を分けるようになる（岡崎学校群）。
- 1989年（平成元年）- 学校群制度が廃止され、複合選抜制度となる。
- 2001年（平成13年） - 伝統的に3学期に行われていた球技大会「クラスマッチ」が当年度（2002年3月）で終了となる。
- 2006年（平成18年） - 普通教室全室と特別教室2室にガスエアコン設置。
- 2006年に必修一部科目の単位不足や未履修（いわゆる未履修問題）が明らかになった。学校側は謝罪し、放課後や冬休みに補習が行われた。
- 2007年（平成19年）- 創立100周年記念式典を挙行。
- 2008年（平成20年）4月1日 - 普通科にコスモサイエンスコースを設置。
- 2011年（平成23年）6月13日 - 県立学校アクティブチャレンジ事業研究校に指定される[4]。
- 2013年（平成25年）9月 - 第1回「北高祭」開催。
- 2015年（平成27年） - 新校舎完成。
- 2017年（平成29年） - 創立110年記念式挙行、記念誌発行。
- 2022年（令和4年）4月 - 理数科設置[5]。

## 校歌・応援歌
- 岡崎北高等学校校歌：中田喜直作曲、畔柳稔作詞
  - 畔柳稔は当時本校の国語教員であった。
- 岡崎北高等学校応援歌：永見貞三作曲、畔柳稔作詞
  - 応援歌は歌われる機会がほとんどないが、100周年の記念として2007年度から野球部によって歌われている。

## 制服
平成元年度から導入された現行の制服の上着は男女共に紺色のブレザーであり、ズボン・スカートも紺色である。同じく紺色のベストを着用する場合もある（合い服期間・冬服期間・始業式・卒業式など）。三つ揃えスーツの形式である。男子は灰色のネクタイを着用し（夏服着用時は非着用）、女子は灰色のリボンを着用する。
2017年（平成29年）度入学生より体操服が替わった。

## 部活動
女子バレーボール部は、インターハイ2度の準優勝(1952.1954年)、2度のベスト4(1957.1958年)を誇る古豪。1952年のインターハイ決勝では同じ愛知県代表の豊橋東高校と対決した。

### 運動部
- サッカー
- 野球
- バスケットボール（男女）
- ハンドボール（男女）
- バレーボール（男女）
- ソフトボール（女）
- 陸上
- 水泳（男女）
- 卓球（男女）
- 柔道
- 剣道
- 硬式テニス
- 弓道
- ソフトテニス

### 文化部
- サイエンス
- 文芸
- 吹奏楽
- 音楽
- 茶華道
- 美術
- 書道
- 放送
- 囲碁・将棋
- 調理・手芸
- スクール
- JRC
- 写真
- 英語
- 園芸

## 主な学校行事

### 修学旅行（5月）
2年次に行われる。修学旅行の行き先は例年中国地方であり、広島市の原爆ドームや山口県美祢市の秋吉台・秋芳洞がメインスポットとなっている。

### 球技大会（6月）
学年を超えたクラス対抗の球技大会。

### 北高祭（9月）
2013年（平成25年）に名称を改め、「北高祭」が誕生した。合唱コンクール・教室発表・応援合戦・体育大会競技等の各部門を、すべての学年から構成される『団』で競い合う。団の色（黄緑・青・水色・緑・赤・橙・黄・桃・紫）のＴシャツ（通称「団Ｔ」）を制作し、活動を行う。「上級生のリーダーシップの下、学年を超えた絆が深まる学校行事」である。

### 予餞会（2月）
1、2年生が企画・運営の中心となり、卒業を間近に控えた3年生を送り出す「予餞会」が催される。懐かしいVTRや恩師からのメッセージの放映、音楽ライブなどが行われる。

### 卒業式（3月）
卒業式は、例年3月の初めに行われる。

### クラスマッチ（終了）
3年生が卒業した3月には、かつて1,2年生が参加するクラスマッチという球技大会があった. 6月に行われる球技大会とほぼ同様のものであるが、ゆとり教育の流れで授業日数が減少したことにより、生徒側からの反発はあったものの止む無く2002年（平成14年）3月の実施をもって終了となった。

## アクセス
- 名鉄バス - 「岡崎北高前」、「岡崎北高東門前」、「石神橋」バス停下車。
- 愛知環状鉄道・愛知環状鉄道線 - 北岡崎駅下車。
- 名古屋鉄道・名古屋本線 - 東岡崎駅下車。

## 著名な出身者

### 政治家
- 内田康宏 - 岡崎市長、元愛知県議会議員
- 鈴木政二 - 元参議院議員、元内閣官房副長官

### 官僚
- 石川武 -　防衛装備庁長官、 防衛研究所長、防衛省大臣官房報道官
- 岩月理浩[7] - 気象庁次長

### 実業家
- 稲垣裕介 - ユーザベース創業者・Co-CEO、ニューズピックスCo-CEO
- 梅田優祐 - ユーザベース創業者・元CEO、元ニューズピックス会長CEO
- 杉山司 - 実業家、中野区議会議員
- 永谷亜矢子 - 実業家、立教大学経営学部 客員教授、東京ガールズコレクション初代プロデューサー

### 学者
- 旭良司 - 工学者、名古屋大学未来社会創造機構教授、Ph.D.
- 萱野稔人 - 哲学者、津田塾大学総合政策学部長、同教授
- 神取秀樹 - 物理学者、名古屋工業大学工学部教授、理学博士、紫綬褒章
- 近藤行成 - 化学者、東京理科大学工学部教授、博士（工学）
- 島本実 - 経営学者、一橋大学大学院経営管理研究科教授、博士（商学）、日経・経済図書文化賞
- 林徹 - 経営学者、長崎大学経済学部・大学院経済学研究科教授
- 山口敦史 - 物理学者、金沢工業大学工学部教授、理学博士
- 山口敦子 - 水産学者、長崎大学大学院教授[8]
- 原嶋洋平 - 環境学者、拓殖大学国際学部教授、学術博士
- 吉見享祐 - 工学者、東北大学大学院工学研究科教授、博士（工学）
- 髙橋由雅　豊橋技術科学大学名誉教授、米国化学会名誉会員

### スポーツ選手
- 小沢文夫 - プロ野球選手
- 鈴木弘 - 競泳選手、ヘルシンキオリンピック銀メダリスト（2年生まで在学後に転校）[9]

### 文化人
- 稲垣靖 - 公認会計士、名古屋大学客員教授
- ウノ・カマキリ - 漫画家
- 加藤孝男 - 歌人
- 清水幹裕 - 野球審判員、弁護士
- 瀬川康男 - 絵本作家
- 竹内じゅんや - 漫画家
- 辻村益朗 - 装丁家、絵本作家
- 西脇辰弥 - 作曲家
- 早坂隆 - ルポライター
- 牧野圭祐 - 脚本家、音楽家
- 虫眼鏡 - YouTuber、『東海オンエア』のメンバー

### 芸能人
- 大久保亮 - テノール歌手、指揮者
- 岡村孝子 - シンガーソングライター、『あみん』のメンバー
- 桂鷹治 - 落語家
- 河合美佐 - 女優
- 小林優介 - お笑い芸人、『響』のメンバー
- 虫眼鏡 - YouTuber、『東海オンエア』のメンバー
- 菅沼翔也 - 俳優、歌手
- 水戸光子 - 女優（中退）
- 森彩乃 - ボーカリスト、音楽バンド『クアイフ』のメンバー